# Crémenes
Crémenes ist eine Gemeinde mit 512 Einwohnern (Stand: 2024) im nordwestlichen Zentral-Spanien in der Provinz León in der Autonomen Gemeinschaft Kastilien-León. Crémenes besteht neben dem gleichnamigen Hauptort aus den Ortsteilen Aleje, Argovejo, Ciguera, Corniero, Lois, Remolina, Salamón, Las Salas, Valbuena del Roblo, Valdoré, La Velilla de Valdoré, Verdiago und Villayandre.

## Geografie
Die Gemeinde liegt im Tal des Flusses Esla etwa 65 Kilometer nordöstlich von León in einer Höhe von ca. 1005 m.

## Bevölkerungsentwicklung
| Jahr        | 1842 | 1900 | 1950 | 1981 | 1991 | 2001 | 2011 | 2021 |
| ----------- | ---- | ---- | ---- | ---- | ---- | ---- | ---- | ---- |
| Einwohner   | 1125 | 1595 | 1681 | 1701 | 1613 | 811  | 639  | 522  |
| Quelle: INE |      |      |      |      |      |      |      |      |

## Sehenswürdigkeiten
- Petruskirche (Iglesia de San Pedro Advíncula) in Crémenes
- Kirche von Las Salas
- Kirche Mariä Geburt (Iglesia de Natividad de Nuestra Señora) in Lois

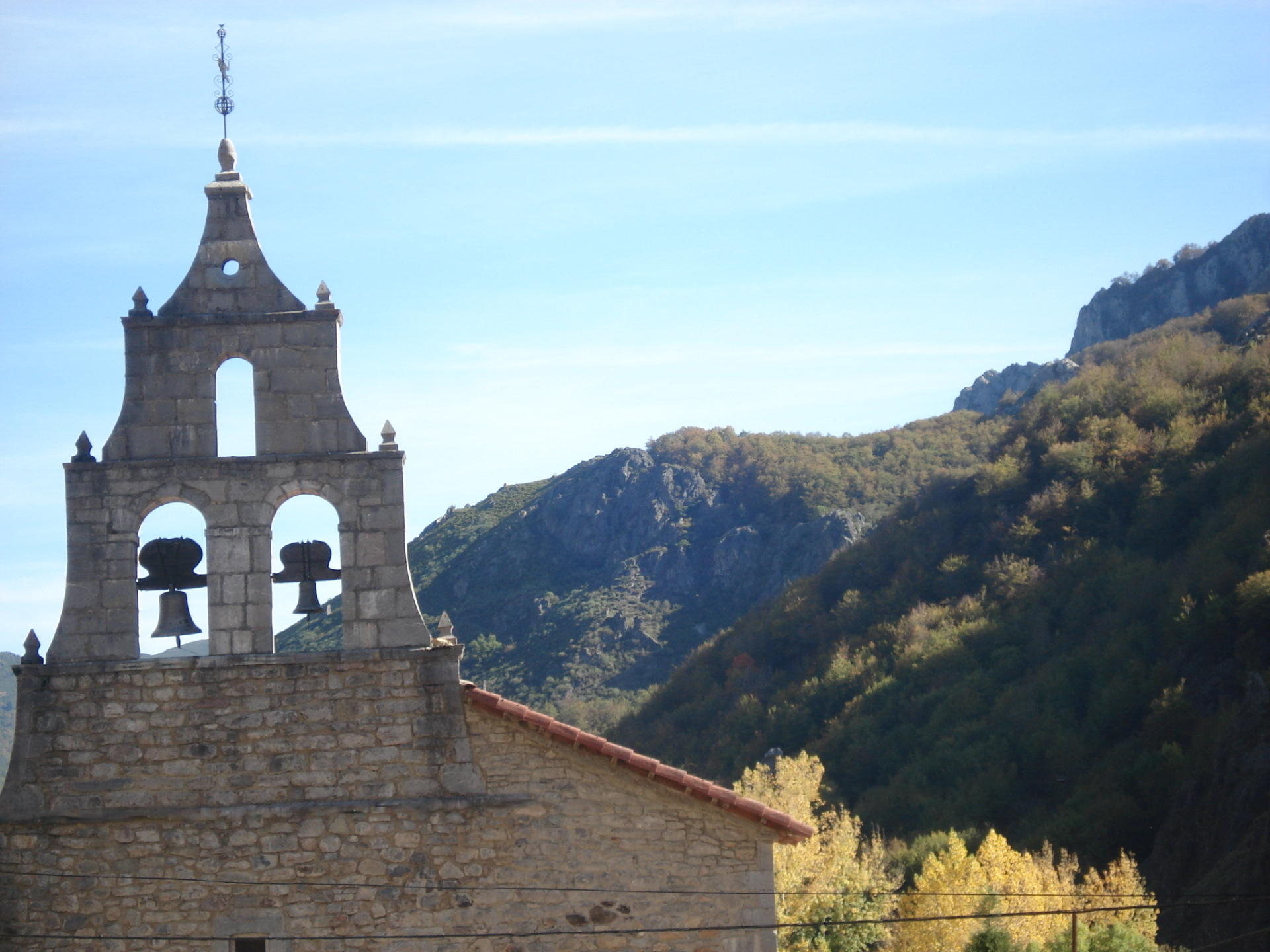
Kirche von Las Salas
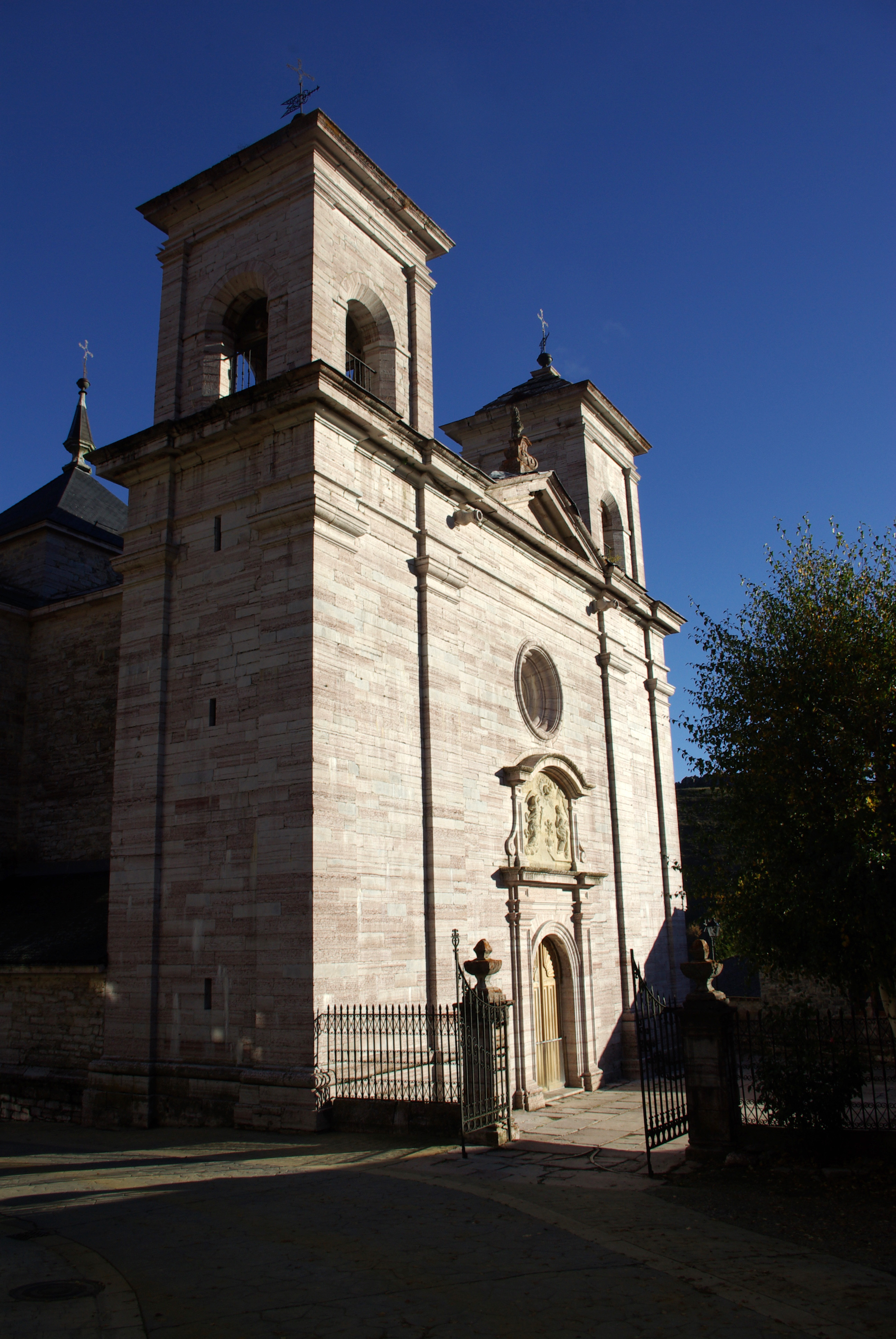
Kirche Mariä Geburt

## Persönlichkeiten
- Tomás Álvarez de Acevedo (um 1740–um 1788), Jurist und Gouverneur in Chile (vermutlich in Lois geboren)
- Bonifacio Álvarez Rodríguez (1918–2013), Schafhirte, Militär, Schriftsteller
- David Alvarez Díez (1927–2015), Marquess von Crémenes, Unternehmer (Eulen- und El Enebro-Gruppe)